# Гільєрмо Сепульведа
Гільєрмо Сепульведа Родрігес (ісп. Guillermo Sepúlveda Rodríguez, 28 лютого 1934, Гвадалахара — 19 травня 2021) — мексиканський футболіст, що грав на позиції захисника, зокрема, за клуб «Гвадалахара», а також національну збірну Мексики.
Семиразовий чемпіон Мексики. Володар кубка Мексики. Шестиразовий володар суперкубка Мексики.

## Клубна кар'єра
У футболі дебютував 1952 року виступами за команду «Атлас», а вже наступного року перейшов до «Гвадалахари», кольори якої захищав протягом чотирнадцяти років. Був частиною легендарної команди, яка перемагала в чемпіонаті Мексики сім разів між 1957 і 1965 роками і отримала прізвисько "Campeonísimo". 
У 1966 році перейшов до клубу «Нуево Леон», а в 1968 році повернувся в Гвадалахару до клубу «Депортіво Оро», де і закінчив свою активну кар’єру гравця.

## Виступи за збірну
1957 року дебютував в офіційних матчах у складі національної збірної Мексики. Протягом кар'єри у національній команді провів у її формі 29 матчів.
У складі збірної був учасником:
чемпіонату світу 1958 року у Швеції, де зіграв з Угорщиною (0-4);
чемпіонату світу 1962 року у Чилі, де зіграв з Чехословаччиною (3-1), Іспанією (0-1) і Бразилією (0-2);
чемпіонату націй КОНКАКАФ 1965 року, де зіграв з Гаїті (3-0) та Коста-Рикою (1-1). Виграв разом з командою золоті медалі.

## Титули і досягнення
- Чемпіон Мексики (7)

«Гвадалахара»: 1957, 1959, 1960, 1961, 1962, 1964, 1965
- Володар кубка Мексики (1)

«Гвадалахара»: 1963
- Володар суперкубка Мексики (6)

«Гвадалахара»: 1957, 1959, 1960, 1961, 1964, 1965
- Чемпіон КОНКАКАФ (1)

Мексика: 1965